# Tata Safari DICOR
O Safari DICOR é um utilitário esportivo de porte médio da Tata Motors.